# Натолін (станція метро)
52°08′27″ пн. ш. 21°03′23″ сх. д. / 52.14083° пн. ш. 21.05639° сх. д.
Натолін (пол. A-2 Natolin) — станція лінії М1 Варшавського метрополітену. Відкрита 7 квітня 1995 року в складі дільниці «Кабати» — «Політехніка». Розташована під рогом вулиці Белградської та Алеї Комісії Народної Освіти, дільниця Урсинув.
Конструкція станції — колонна двопрогінна станція мілкого закладення з острівною прямою платформою завширшки 10 м та завдовжки 120 м. На станції обладнено тактильне покриття. 
Оздоблення — колійні стіни оздоблені в синьо-жовтій колірній гамі, колони в плитку світлих кольорів. Виходи обладнані стаціонарними сходами і два пандуси для осіб з обмеженими можливостями на візках. 
Пересадка: на автобуси № 166, 179, 192, 504
На станції є невеликі крамниці, банкомати та туалети.